# Charles Sherwood Stratton
Pour les articles homonymes, voir Sherwood, Stratton, Tom Thumb (homonymie) et Thumb (homonymie).
Charles Sherwood Stratton, né le 4 janvier 1838 dans le Connecticut et mort le 15 juillet 1883, est une personnalité américaine du monde du cirque. Atteint de nanisme, il devient célèbre au sein du cirque Barnum sous nom de scène de General Tom Thumb (le général Tom Pouce). 

## Biographie
Ses parents sont pauvres : sa mère travaille dans une taverne et son père est charpentier. Phineas Taylor Barnum convainc ses parents de le laisser l'emmener à New-York. Il n'a que 4 ans quand il commence à travailler pour Barnum. Ce dernier lui donne le titre de « général Tom Pouce », du nom du populaire recueil Contes de l'enfance et du foyer des frères Grimm. Charles apprend à chanter, à danser et à se produire sur scène et devient une célébrité internationale.

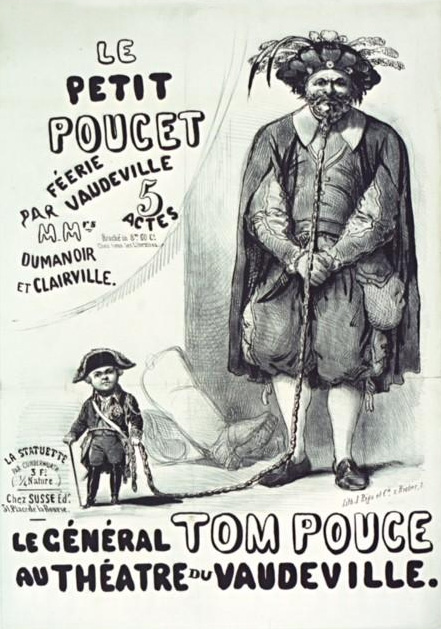
Le Petit Poucet par MM. Dumanoir et Clairvile ; le général Tom Pouce au théâtre du Vaudeville.

En 1845, il triomphe au théâtre du Vaudeville (Paris) dans la pièce Le petit Poucet de Dumanoir et de Clairville. Son mariage en février 1863 avec Lavinia Warren, elle aussi atteinte de nanisme, fait la une des journaux. En Europe, ils rencontrent les souverains anglais et français.

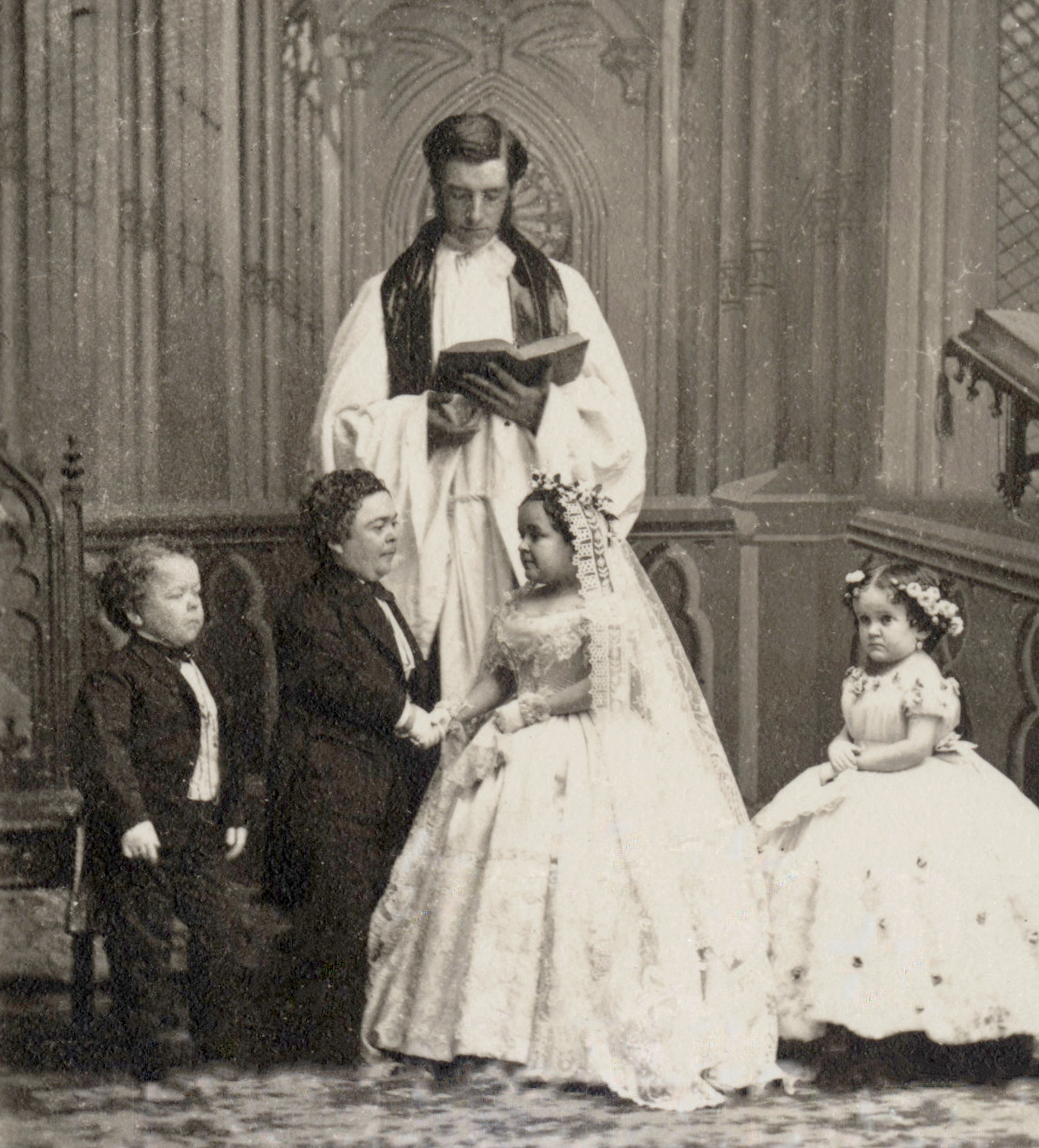
Le mariage de Tom Thumb.

Adulte, il atteint la taille de 1,02 m.